# The Hurricane (1999)
The Hurricane is een Oscar-genomineerde Amerikaanse film uit 1999 geregisseerd door Norman Jewison. De hoofdrollen worden vertolkt door Denzel Washington en Vicellous Reon Shannon. De film is gebaseerd op het waargebeurd verhaal van Rubin 'Hurricane' Carter.

## Verhaal
In een bar schieten twee mannen drie bezoekers dood. Een agent arresteert de bokser Rubin 'Hurricane' Carter (Denzel Washington), die hij niet kon uitstaan van toen hij klein was, op verdenking van de moorden. Hij wordt veroordeeld voor de moorden maar blijft volhouden dat hij onschuldig is.

## Rolverdeling
| Acteur                 | Personage                      |
| ---------------------- | ------------------------------ |
| Denzel Washington      | Rubin 'Hurricane' Carter       |
| Vicellous Reon Shannon | Lesra Martin                   |
| Deborah Kara Unger     | Lisa Peters                    |
| Liev Schreiber         | Sam Chaiton                    |
| John Hannah            | Terry Swinton                  |
| Dan Hedaya             | Det. Sgt. Della Pesca Paterson |
| Debbi Morgan           | Mae Thelma Carter              |
| Clancy Brown           | Lt. Jimmy Williams             |
| David Paymer           | Myron Bedlock                  |
| Harris Yulin           | Leon Friedman                  |
| Rod Steiger            | Rechter Sarokin                |

## Prijzen en nominaties
- 2000 - Oscar
  - Genomineerd: Beste acteur (Denzel Washington)
- 2000 - Black Reel
  - Gewonnen: Beste acteur (Denzel Washington)
- 2000 - Zilveren Beer
  - Gewonnen: Beste acteur (Denzel Washington)
- 2000 - Golden Globe
  - Gewonnen: Beste acteur (Denzel Washington)
  - Genomineerd: Beste regisseur (Norman Jewison)
  - Genomineerd: Beste dramafilm
- 2000 - Image Award
  - Gewonnen: Beste acteur (Denzel Washington)
- 2000 - USC Scripter Award
  - Gewonnen: Beste script